# Lijst van rivieren in Mali

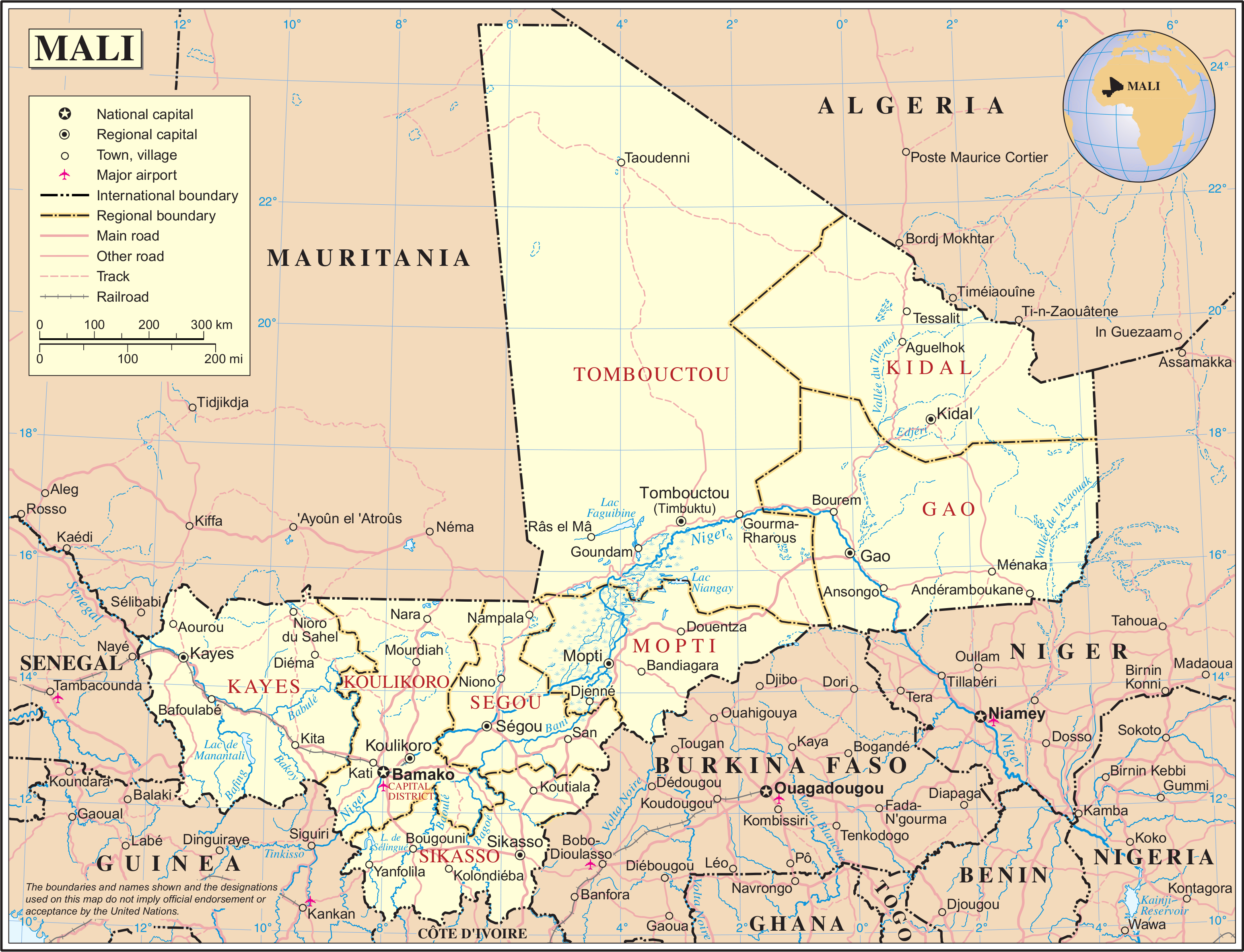
Kaart van Mali.

Dit is een lijst van rivieren in Mali. De rivieren zijn van noord naar zuid geordend naar drainagebekken en de opeenvolgende zijrivieren zijn ingesprongen weergegeven onder de naam van elke hoofdrivier.

## Atlantische Oceaan
- Sénégal
  - Falémé
  - Karakoro
  - Kolinbiné
    - Sanaba

  - Bafing
  - Bakoy
    - Baoulé
      - Badinko

    - Kokoro

## Golf van Guinée
- Volta (Ghana)
  - Zwarte Volta (Burkina Faso)
    - Sourou
- Niger
  - Dallol Bosso (Niger)
    - Vallée de l'Azaouak
      - Vallée de l'Ahzar

  - Vallée du Tilemsi
  - Diaka
  - Bani
    - Koni
    - Banifing
    - Bagoé
      - Nifing
      - Banifing
      - Kankélaba
      - Bafini

    - Baoulé
      - Banifing
      - Banifing (Bafing)
      - Dégou

  - Canal du Sahel
  - Faya
  - Sankarani
    - Ouassoulou (Bale)

  - Fié